# Монтенеро-Сабіно
Монтенеро-Сабіно (італ. Montenero Sabino) — муніципалітет в Італії, у регіоні Лаціо,  провінція Рієті.
Монтенеро-Сабіно розташоване на відстані близько 55 км на північний схід від Рима, 14 км на південь від Рієті.
Населення — 297 осіб (2014).
Щорічний фестиваль відбувається 15 серпня. Покровитель — san cataldo.

## Демографія
Населення за роками:

Станом на 1 січня 2023 року в муніципалітеті офіційно проживало 27 іноземців з 4 країн, серед них 19 громадян країн Євросоюзу.

## Сусідні муніципалітети
- Казапрота
- Момпео
- Монте-Сан-Джованні-ін-Сабіна
- Рієті
- Торричелла-ін-Сабіна